# تشاو يي
تشاو يي هو سباح صيني، ولد في 22 يناير 1979.

## وصلات خارجية
- تشاو يي على موقع أوليمبيديا (الإنجليزية)